# Avenir Suisse
Avenir Suisse est un laboratoire d’idées suisse, d’inspiration libérale, fondé par les plus grandes multinationales suisses. Il vise à formuler des propositions à travers la publication d’études prospectives et d’articles, ainsi que l’organisation régulière de séminaires.
Fondée en 1999 par quatorze des plus grandes multinationales helvétiques, Avenir Suisse est aujourd’hui soutenu financièrement par près de 130 donateurs, entreprises suisses comme particuliers (le « cercle des donateurs » est public).  

## Contexte
Les lobbys économiques ont historiquement un poids important en Suisse. Depuis les années 1990, le pouvoir des grandes associations économiques a diminué (notamment en faveur du parlement). La création d’Avenir Suisse en 1999 est symbolique du fait que les organisations patronales nationales sont devenues moins importantes pour les multinationales suisses, qui disposent ainsi de leur propre plateforme.

## Organisation
Avenir Suisse est organisé sous forme de fondation à but non lucratif ayant son siège à Zurich, pourvu d’un capital de 50 millions de francs et doté d’un budget annuel d’environ 5 millions de francs.
Avenir Suisse occupe des bureaux à Zurich (bureau principal) et à Lausanne. Le directeur d’Avenir Suisse est actuellement Jürg Müller. Il a succédé à Peter Grünenfelder en août 2023, qui a succédé à Gerhard Schwarz (de) en avril 2016. Avant lui, Thomas Held (de) a été à la tête de la fondation dès sa création en 1999. Depuis 2018, Jérôme Cosandey est le nouveau directeur romand du bureau d’Avenir Suisse à Lausanne. Il a succédé à Tibère Adler.
Plusieurs organes composent le laboratoire d’idées :  
- le Conseil de fondation, organe suprême qui approuve le budget, les comptes annuels et le rapport de gestion ;
- le Comité directeur, qui assure la supervision opérationnelle de la fondation et prépare les séances du Conseil de fondation ;
- le Comité de nomination, qui désigne les membres de toutes les commissions ;
- la Commission de programme, qui conseille sur les thématiques abordées et suit les projets pour leur assurer une qualité méthodologique optimale ;
- la Commission des finances, qui vérifie le budget et les bilans annuels et trimestriels.

Son équipe programme et recherche est composée principalement de diplômés en économie, économie politique et sciences politiques (comprenant 5 femmes et 15 hommes en 2021).  

## Orientation
Avenir Suisse développe des idées pour le futur de la Suisse, en se fondant sur des études scientifiques et des valeurs du libéralisme économique, inspirés par l’économie de marché. Le groupe de réflexion défend la conviction que seuls un État libéral et une société ouverte peuvent garantir la prospérité de la Suisse à long terme. Dans cette approche, il encourage l’initiative personnelle, la responsabilité individuelle ainsi que l’esprit de réforme. Il ne participe pas activement aux procédures de consultation ou à des campagnes liées aux votations.

## Publications
Avenir Suisse aborde dans ses publications des sujets sociaux, politiques et économiques à long terme. Il analyse des questions de fond comme l’énergie et l’environnement, la fiscalité, la formation, la prévoyance vieillesse ou encore le système politique et le fédéralisme. En parallèle, le groupe s’intéresse aussi à des thèmes en rapport avec l’actualité comme le franc fort, le travail des seniors ou la péréquation financière intercantonale. 